# السفارة السعودية في موريتانيا
سفارة المملكة العربية السعودية في الجمهورية الإسلامية الموريتانية، هي بعثة دبلوماسية سعودية تقع في العاصمة الموريتانية نواكشوط ويترأس البعثة سفير خادم الحرمين الشريفين الدكتور عبدالعزيز بن عبدالله الرقابي. العنوان: حي لاس بالماس / تفرع زينة نواكشوط.

## وصلات خارجية
- موقع سفارة المملكة العربية السعودية السعودية في موريتانيا
- وزارة الخارجية السعودية (بالعربية)
- Ministry of Foreign Affairs of Kingdom of Saudi Arabia (بالإنجليزية)